# Proteus
För andra betydelser, se Proteus (olika betydelser).

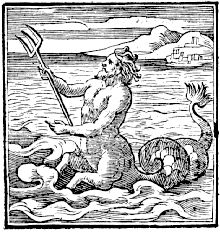
Proteus ur Andrea Alciatis Emblematum liber

Proteus (Protheus) var ett havsväsen inom den grekiska mytologin. Han bebodde ön Faros utanför Egyptens kust, där han vaktade Amfitrites hjordar. Han hade siareförmåga som han endast kunde förmås bruka genom list.
Proteus var herde till Poseidons hjord av sälar och expert på att byta skepnad. Från denna förmåga härrör ordet proteisk, vars definition lyder: "som uppträder i växlande gestalter".